# Pietro Bestetti
Pietro Bestetti llamado Pierino (Pioltello, 12 de diciembre de 1898 - Milán, 3 de enero de 1936) fue un ciclista italiano que fue profesional entre 1921 y 1931. Durante estos años destacan las dos etapas conseguidas al Giro de Italia.

## Palmarés
- 1919
  - 1º en los Tres Valles Varesinos
- 1922
- 1º en la Coppa Cavacciocchi
- 1923
- 1º en el Tour del Lago Léman
- 1924
- 1º en el Giro dell'Umbria
- 1925
  - Vencedor de una etapa del Giro de Italia
- 1926
  - Vencedor de una etapa del Giro de Italia

## Resultados al Giro de Italia
- 1923. 12º de la clasificación general
- 1925. 7º de la clasificación general. Vencedor de una etapa
- 1926. 6º de la clasificación general. Vencedor de una etapa